# خدمة يسوع

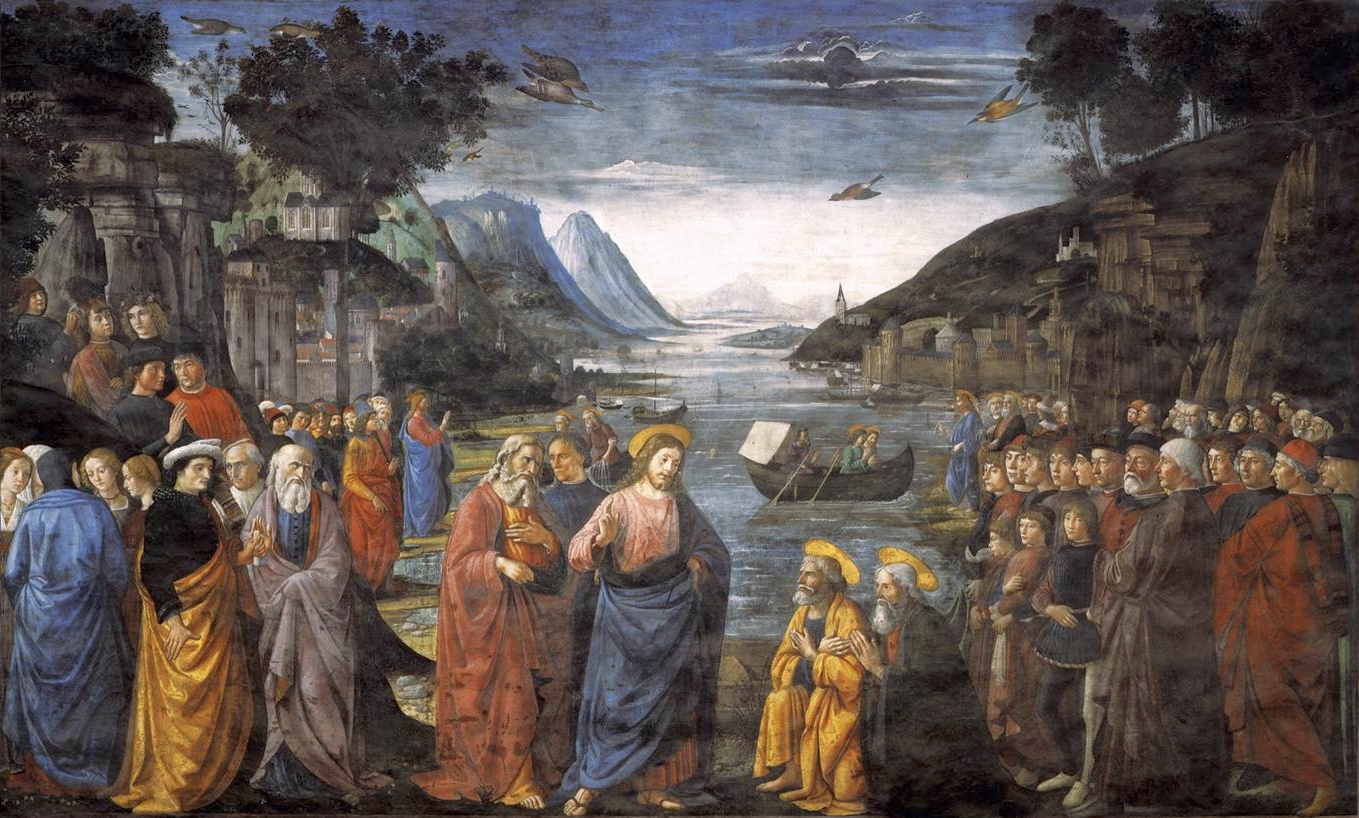
دعوة الرسل (1481) لدومنيكو غرلاندايو.

في الأناجيل المسيحية، تبدأ خدمة يسوع (عمله التبشيري وتعاليمه ومعجزاته) بمعموديته في نهر الأردن في ريف يهودا الرومانية، على يد يوحنا المعمدان، وتنتهي في أورشليم، بعد العشاء الأخير مع تلاميذه. ينص إنجيل لوقا (3:23) على أن يسوع كان يبلغ «حوالي 30 سنة من العمر» في بداية خدمته. يستمر عمل يسوع منذ بداية خدمته حوالي 27 - 29 بعد الميلاد، وينتهي حوالي 30 - 36م.
تبدأ خدمة يسوع في وقت مبكر في الجليل بعد معموديته، ويذهب هناك إلى صحراء يهودا حيثُ إلى الجليل من له يُجرّبهُ الشيطان على الجبل. في هذه الفترة المبكرة يكرز حول الجليل ويجمع تلاميذه الأوائل الذين بدؤوا في السفر معه وفي النهاية شكلوا جوهر الكنيسة الأولى. حيث يُعتقد أن الرسل تفرّقوا من أورشليم لتأسيس الكراسي الرسولية. يبدأ الحديث عن عمل يسوع الرئيسي في الجليل في الإصحاح الثامن من إنجيل متى، حيث يُمضي معظم عمله هناك في اختيار الرسل الاثني عشر ليصبحوا أتباعه. تقترب خدمة يسوع في الجليل من نهايتها بعد وفاة يوحنا المعمدان، ويستعد بعد ذلك للذهاب إلى أورشليم.
وبعد عمله في اليهودية لاحقًا، بدأ يسوع رحلته الأخيرة إلى أورشليم. وقد مرّ على بيرية وكرّز فيها، وبعد ذلك عاد إلى المكان الذي تعمّد فيه، الواقع في ثُلث الطريق بدءًا من بحر الجليل على طول نهر الأردن، إلى أورشليم.
يُطلق على الفترة الأخيرة التي أمضاها يسوع في أورشليم اسم أسبوع الآلام ويبدأ بدخول يسوع المسيح إلى أورشليم. تروي الأناجيل مزيدًا من التفاصيل حول الخدمة الأخيرة أكثر من الفترات الأخرى، حيث خصصت حوالي ثلث نصوصها للأسبوع الأخير من حياة يسوع في المدينة.

## نظرة عامة

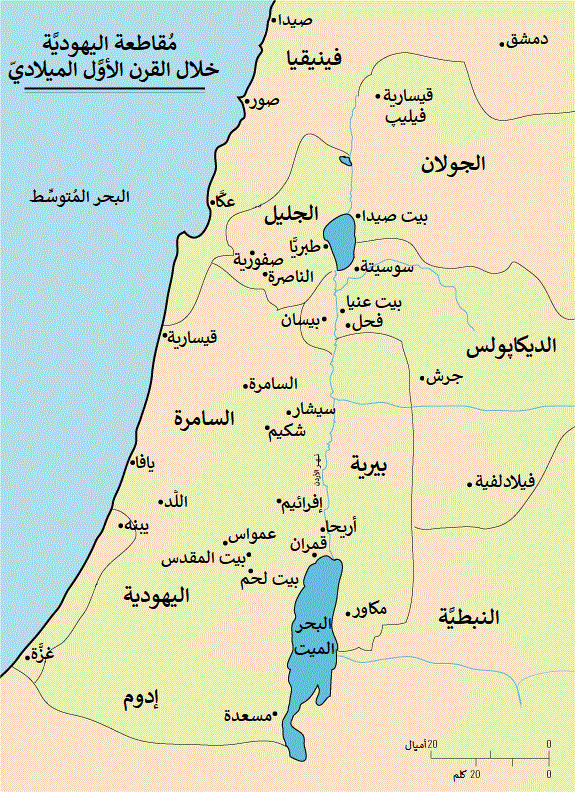
يهودا والجليل في زمن يسوع.

تضع روايات الإنجيل بداية خدمة يسوع في ريف يهودا الرومانية، بالقرب من نهر الأردن.
تقدم الأناجيل خدمة يوحنا المعمدان باعتبارها مقدمة لخدمة يسوع، ومعمودية يسوع باعتبارها إيذانًا ببداية خدمة يسوع، وبعد ذلك يسافر يسوع ويكرز ويصنع المعجزات.
تعتبر معمودية يسوع بشكل عام بداية خدمته، ويُعدّ العشاء الأخير مع تلاميذه في أورشليم نهايتها. ومع ذلك، يعتبر بعض المؤلفين أيضًا الفترة بين القيامة والصعود جزءًا من خدمة يسوع.
تشير الآية 3:23 من إنجيل لوقا «وَلَمَّا بَدَأَ يَسُوعُ (خِدْمَتَهُ)، كَانَ فِي الثَّلاثِينَ مِنَ الْعُمْرِ تَقْرِيباً». هناك طرق مختلفة لتقدير تاريخ بدء خدمة يسوع، وتعتمد إحداها على دمج المعلومات من إنجيل لوقا مع البيانات التاريخية حول الإمبراطور تيبيريوس، مما يعطي تاريخًا حوالي 28-29 م، في حين تعتمد طريقة ثانية على البيانات في إنجيل يوحنا جنبًا إلى جنب مع معلومات من المؤرخ يوسيفوس فلافيوس حول هيكل أورشليم، مما يُعطي تاريخًا حوالي 27-29م.
في العهد الجديد، يكون تاريخ العشاء الأخير قريبًا جدًا من تاريخ صلب المسيح (ومن هنا جاءَ اسمه). تُشير التقديرات العلمية بشكل عام أن تاريخ الصلب يقع بين عامي 30-36م.
تشير الأناجيل الإزائية الثلاثة إلى وجود عيد فصح واحد فقط خلال خدمة يسوع، ووقعَ تحديداً في نهاية خدمة يسوع عندما صُلِبَ. بينما يشير إنجيل يوحنا إلى وجود عيديّ فصح بشكل صريح، أحدهما في بداية خدمة يسوع والثاني في نهاية خدمة يسوع. هناك إشارة ثالثة إلى عيد الفصح يدعي الكثيرون أنه عيد فعلي ثالث، لكن هذا لا يمكن تأكيده، فمن المرجح أن تكون تلك الإشارة فقط تنبؤًا بالفصح الثاني. هذه الإشارة الثالثة إلى عيد الفصح في إنجيل يوحنا هي السبب الذي يجعل الكثيرين يقترحون أن مدّة خدمة يسوع كانت حوالي ثلاث سنوات. يقول العلماء الذين يدعمون تلك الفكرة إن إنجيل يوحنا يقدم ببساطة سردًا أكثر تفصيلاً.
في فترة خدمة يسوع، كان الحاكم اليهودي على الجليل وبيريا هو هيرودوس أنتيباس، الذي حصل على المنصب عند تقسيم الأراضي بعد وفاة هيرودس الأول في 4 قبل الميلاد.